# Bandiera

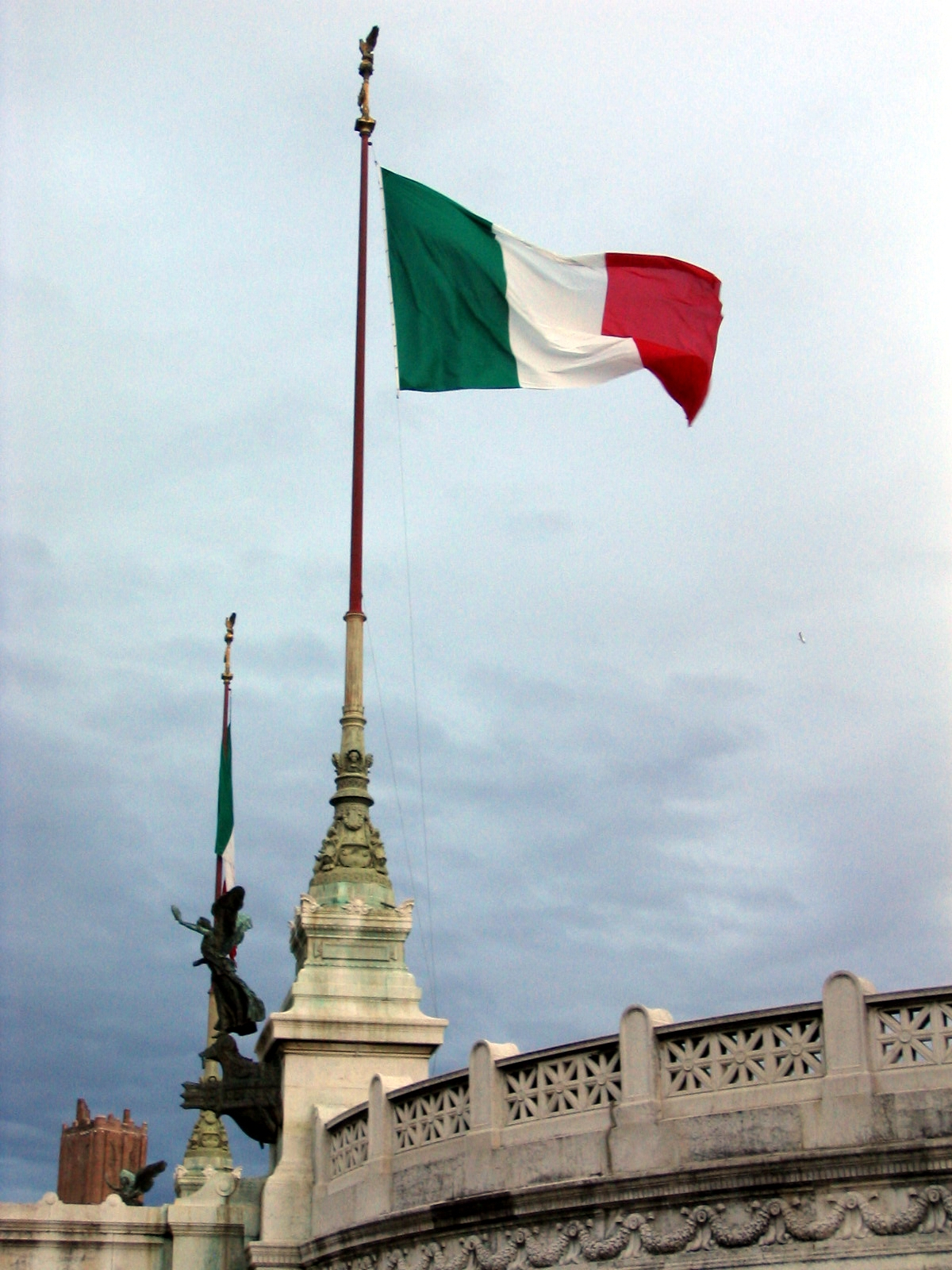
Bandiera italiana al vento esposta all'esterno del Vittoriano a Roma

Una bandiera (il termine deriva da banda colorata, cioè striscia dipinta) è un drappo di stoffa o di altro materiale adatto, spesso sventolato da un'asta rigida, usato simbolicamente per identificazione o per segnalazioni varie: comunemente impiegata ad esempio per simboleggiare una nazione (bandiera nazionale) o più in generale un'organizzazione, il termine è usato anche per indicarne una rappresentazione grafica su altro materiale.

## Storia
Le moderne bandiere hanno un antenato nei vessilli, drappi di stoffa che venivano usati fin dai tempi antichi, per rendere riconoscibili gli eserciti o i loro reparti.
L'uso delle bandiere così come si intendono oggi risale invece al periodo delle crociate: infatti vennero dipinte croci di colore diverso su drappi di stoffa per identificare la provenienza dei crociati.
Il Guinness dei primati riporta come la bandiera nazionale più antica continuamente utilizzata è quella danese. Il disegno attuale di una croce scandinava bianca su fondo rosso fu adottato nel 1625 e la sua forma quadrata nel 1748. In Danimarca è detta anche Dannebrog, panno danese, di cui si racconta che una bandiera simile a quella odierna sia caduta dal cielo il 15 giugno 1219, dopo che il re Valdemaro II aveva vinto una battaglia contro gli estoni. Il disegno della cosiddetta "croce scandinava" è poi diventato comune a tutta l'area nordica.
Tra le bandiere più antiche degli stati attuali vi sono quella dell'Austria, quella dell'Albania, raffigurante un'aquila a due teste (da ciò deriva anche il nome del paese "Shqipëria" (terra delle aquile). Le bandiere della Repubblica di Genova, della Repubblica di Venezia e della Sicilia possono essere considerate invece un unicum del panorama storico: sono la prime infatti ad essere state "create" e issate da un popolo intero, e non da un sovrano. La bandiera della Repubblica di Genova è documentata dal 1218, forse dal 1113.
La bandiera della Repubblica di Venezia ha origine nel 1261. La bandiera siciliana risale al 3 aprile 1282, in occasione della Rivoluzione del Vespro, quando, a seguito di un atto di confederazione stipulato da 29 rappresentanti delle città di Palermo e Corleone, fu adottata da tutti i siciliani come loro simbolo di unità e libertà contro gli Angioini. In tempi poco più recenti, nel 1350, nacque la bandiera del Friuli
, che caratterizzò quello che allora era il Principato patriarcale di Aquileia. Questo principato ecclesiastico, facente parte del Sacro Romano Impero, fu notevolmente influenzato dai simboli germanici, come si può capire dall'aquila che comparve sulle sue monete sin dal 1218, in seguito il patriarca Bertrando di San Genesio utilizzò quest'aquila su un mantello color blu, da qui la nascita della bandiera per indicare il territorio friulano.
Fino alla rivoluzione francese, la bandiera era spesso lo stemma (le "armi") della casata regnante realizzata in forma di bandiera ("bandiera d'armi") e in nessun caso veniva sentita dalla popolazione come la propria "bandiera nazionale". Spesso i disegni erano complessi e ricercati, lontani dalla semplicità delle bandiere d'oggi. Quando, durante la Rivoluzione francese, fu issato il primo Tricolore, si trattò quindi di una novità assoluta. Molte bandiere di tutto il mondo, tra cui quella italiana, si sono ispirate al disegno francese.
Un'altra innovazione si ebbe con la Rivoluzione russa. Una semplice bandiera rossa fu infatti scelta come bandiera nazionale dell'Unione Sovietica. Bandiere rosse erano già state sventolate nel corso dell'Ottocento da movimenti repubblicani, socialisti o dai primi sindacati, oppure durante le sommosse popolari. Ma stavolta si creò una vera e propria "araldica alternativa": i tradizionali disegni nazionali delle varie parti dell'Impero russo furono tutti sostituiti dalla falce e martello, spesso in aggiunta ai prodotti tipici delle varie parti dell'Unione. Con la caduta dell'Unione sovietica, tuttavia, si ritornò a disegni più tradizionali e a bandiere più variegate.

## Descrizione
1. pennone
2. fune
3. galloccia
4. lunghezza
5. larghezza
6. battente
7. centro
8. inferitura
9. puntale

Elementi di una bandiera:
- pennone
- fune
- galloccia
- lunghezza
- larghezza
- battente
- centro
- inferitura
- puntale

Una bandiera si suddivide di solito in quattro parti (quadranti): i due quadranti a sinistra sono detti all'asta perché è qui che appunto vi si fissa il sostegno, i due a destra al battente o ventame. Il quadrante all'asta in alto è detto anche cantone e può contenere un disegno.
La bandiera può essere anche messa in verticale, anziché in orizzontale come consueto. Le bandiere verticali hanno spesso proporzioni diverse da quelle orizzontali. Una bandiera verticale dotata di un bastone per essere trasportata nel corso di parate o manifestazioni simili si chiama gonfalone.
Le bandiere nazionali possono essere civili, di stato, di guerra: solo le prime possono essere usate dai privati cittadini. La marina ha spesso bandiere diverse da quelle comuni e vengono chiamate anche insegne. Anche le insegne possono essere civili, di stato o di guerra.
Un particolare tipo di bandiera della marina è la bandiera di bompresso (detta anche, all'inglese, jack: cfr. bandiera del Regno Unito) che viene issato sull'albero di bompresso (l'albero obliquo di prua) in determinate occasioni (solitamente quando l'unità è alla fonda).
Il drappello è una striscia di drappo utilizzata come insegna di un gruppo di soldati.
|  | La cornetta era una caratteristica bandiera con battente a due punte, con sagomatura di varia foggia, utilizzata a terra come insegna di comando per reparti di cavalleria ed in mare per unità navali. |
|  | La fiamma è una bandiera navale di forma molto allungata, generalmente triangolare, issata sull'albero maestro di un'unità navale, con i colori nazionali; rappresenta un'unità in servizio attivo, di solito quindi è issata solo quando il comandante è a bordo. Quando non è collegata con la marina ma con associazioni sportive, in ambito anglosassone viene chiamato pennant. |
|  | Il gagliardetto è una bandiera di forma rettangolare con battente a due punte, usata sia come insegna o distintivo che come segnale. |
|  | Il guidone è una bandiera triangolare, viene in genere usata come segnale. Deriva dal minuscolo stendardo usato dalle guide, appunto per allineare i soldati. |
|  | Il pennello è una bandiera di forma trapezoidale con battente corto rispetto all'inferitura. |
|  | Il piedigallo è una bandiera di forma rettangolare con battente a tre punte, usata generalmente come segnale d'allineamento. Il nome è dovuto alla forma che ricorda il piede di gallo. |
|  | Il quadretto è una bandiera di forma generalmente quadrata, adottato come insegna di comando sulle antiche galere. |
|  | Lo stendardo (inteso come bandiera) è una bandiera di forma generalmente quadrata, adottato come distintivo di alte personalità. |

In nautica sono in uso le bandiere del codice internazionale nautico, per effettuare segnalazioni.

### Proporzioni
La proporzione (cioè il rapporto tra altezza e lunghezza) può variare tra le diverse bandiere. Le proporzioni più diffuse sono quelle di 2:3 (derivata dal tricolore francese) o di 1:2 (derivata dalla Union Jack britannica), ma possono esistere altre proporzioni. Ad esempio, la bandiera del Belgio ha l'insolita proporzione di 13:15, e quella danese di 28:37. La bandiera svizzera è invece un esempio di bandiera quadrata, ovvero con la proporzione di 1:1.

### Simboli vessillologici
I simboli vessillologici sono simboli usati per indicare l'adeguato utilizzo delle bandiere. Tali simboli sono riconosciuti dalla Federazione internazionale associazioni vessillologiche. I simboli si compongono di una griglia composta da sei riquadri, che può essere riempita con dei pallini che indicano il particolare uso della bandiera. Alcuni esempi sono il simbolo , che indica che la bandiera può essere usata solo per le unità militari, o il simbolo , che indica che la bandiera è usata sempre a terra.

## Cerimoniale

### Bandiera di guerra

La bandiera di guerra della Royal Air Force

La bandiera di guerra è una bandiera utilizzata dai reparti militari. È definita anche bandiera di combattimento. Normalmente è realizzata in seta o in altro materiale pregiato ed è di fattura particolarmente curata. La bandiera di guerra viene custodita dal comandante del reparto dentro un cofano portabandiera o una teca vetrata.
La bandiera di guerra accompagna il reparto in tutta la sua vita operativa, sia in tempo di pace che di guerra. È il simbolo dell'onore del reparto, delle sue tradizioni, della sua storia e del ricordo dei suoi caduti.
È tradizione che la bandiera vada difesa fino all'estremo sacrificio. La bandiera ha un significato simbolico: ogni soldato del reparto dovrebbe essere disposto a dare la vita per la bandiera (che rappresenta la Patria), portandola nel cuore ed onorandola. Infatti è dinnanzi alla bandiera di guerra che ogni militare presta il suo giuramento.
In Italia, le bandiere di guerra dei reparti non più attivi sono custodite presso il Sacrario delle Bandiere al Vittoriano.

### Bandiera del capo di Stato
Molti paesi hanno una bandiera speciale per il capo di Stato, generalmente chiamata stendardo. Lo stendardo è normalmente volato su edifici e mezzi di trasporto dove il capo di Stato è presente (per esempio, l'automobile reale o presidenziale). A un funerale di un capo di Stato, lo stendardo è drappeggiato sulla bara.

Stendardo presidenziale italiano
Stendardo presidenziale della Germania
Stendardo presidenziale della Polonia
Stendardo presidenziale dell'Argentina
Stendardo presidenziale degli Stati Uniti
Stendardo presidenziale del Brasile
Stendardo presidenziale del Portogallo
Stendardo presidenziale dell'Angola
Stendardo presidenziale della Federazione Russa
Stendardo presidenziale d'Israele
Stendardo reale britannico
Stendardo reale dei Paesi Bassi
Stendardo reale della Spagna
Stendardo imperiale del Giappone

### Bandiera del Primo ministro
Solo un piccolo numero di paesi ha una bandiera speciale per il capo del governo (Primo ministro), che è usata allo stesso modo della bandiera del capo di Stato.

Stendardo del Presidente del Consiglio dei ministri della Repubblica Italiana
Stendardo del primo ministro d'Israele
Stendardo del primo ministro del Giappone
Stendardo del primo ministro della Repubblica di Corea
Stendardo del primo ministro del Portogallo

## Famiglie di bandiere
Le diverse bandiere esistenti possono essere raggruppate in "famiglie" ovvero gruppi di bandiere con la stessa origine.
Le principali famiglie sono:

### Bandiere con croce
Riportano una croce che generalmente si riferisce alla fede cristiana (esempi: Danimarca, Dominica, Finlandia, Georgia, Guernsey, Islanda, Norvegia, Svezia, Svizzera, Tonga, Wallis e Futuna, Malta, Repubblica di Pisa, Repubblica di Genova, Ducato di Savoia, Piemonte, Sardegna, Grecia, Repubblica Dominicana).

#### Bandiere con croce scandinava o nordica
La croce scandinava e una croce che si allunga verso il ventame. Originata nella bandiera danese, è molto popolare tra i paesi dell'area scandinava.

Bandiera della Danimarca
Bandiera della Svezia
Bandiera della Norvegia
Bandiera della Finlandia
Bandiera dell'Islanda
Bandiera delle Fær Øer
Bandiera delle Isole Åland
Bandiera dell'Unione di Kalmar
Bandiera delle Isole Orcadi
Bandiera delle Isole Shetland
Bandiera della contea di Caithness
Bandiera dell'isola di Barra
Bandiera dell'isola di South Uist
Bandiera non ufficiale dei Finlandesi d'Ingria
Bandiera non ufficiale dei vepsi (popolazione finnica della Russia)
Bandiera di Bayamón
Bandiera non ufficiale del Bornholm
Bandiera a lutto del XVIII secolo
Bandiera della Carelia orientale
Bandiera proposta per l'Estonia
Bandiera proposta per l'Estonia
Bandiera proposta per l'Estonia
Bandiera proposta per l'Estonia
Bandiera proposta per la Lituania
- Bandiera proposta per la Germania nel 1919
Bandiera proposta dai congiurati per l'attentato a Hitler del 20 luglio 1944
Bandiera proposta per la Germania nel 1948
Bandiera del Territorio di Stavropol' (Russia)
Bandiera di Pola
Bandiera non ufficiale della Normandia
Bandiera della Chiesa apostolica autocefala ortodossa georgiana

#### Bandiere con croce di sant'Andrea
La croce di sant'Andrea (o decusse) è una croce disposta in diagonale. 

Bandiera della Scozia
Bandiera dell'Alabama
Bandiera della Florida
Bandiera di Jersey
Bandiera della Giamaica
Insegna navale della Marina russa
Bandiera di Wallis e Futuna

#### Bandiere con croce greca o latina
Altri due tipi di croce diffusi in vessillologia sono la croce greca e la croce latina.

Bandiera della Dominica
Bandiera della Georgia
Bandiera della Grecia
Bandiera di Malta
Bandiera di Guernsey
Bandiera non ufficiale della Martinica
Bandiera del Québec
Bandiera della Repubblica Dominicana
Bandiera della Svizzera
Bandiera delle Tonga
Bandiera della Repubblica di Genova
Bandiera del Piemonte
Bandiera della Sardegna
Bandiera del Ducato di Savoia
Bandiera dell'Occitania
Bandiera di Milano
Bandiera di Verona
Bandiera di San Giorgio - Regno d'Inghilterra

### Bandiere con la mezzaluna
Le bandiere con falce di luna riportano una o più falci di luna che si riferisce alla fede musulmana (esempio: Algeria, Azerbaigian, Brunei, Comore, Libia, Maldive, Mauritania, Cipro del Nord, Tunisia, Turkmenistan, Turchia, Uzbekistan, Pakistan, Malaysia, Singapore).

Bandiera dell'Algeria
Bandiera dell'Azerbaigian
Bandiera del Brunei
Bandiera di Cipro del Nord
Bandiera delle Comore
Bandiera della Libia
Bandiera della Malaysia
Bandiera delle Maldive
Bandiera della Mauritania
Bandiera del Pakistan
Bandiera di Singapore
Bandiera della Tunisia
Bandiera della Turchia
Bandiera del Turkmenistan
Bandiera dell'Uzbekistan

### Bandiere con laUnion Jack
Le bandiere con la Union Jack sono in uso presso le ex-colonie britanniche e alle Hawaii. Sono bandiere derivate dalla red ensign (per uso civile) e blue ensign (per uso governativo). Presentano la Union Jack nel cantone e un badge (sigillo) al battente. Quattro stati dopo l'indipendenza hanno mutato lo sfondo (da blu ad azzurro) mantenendo la Union Jack nel cantone o sostituendo il badge con un altro motivo; essi sono Australia, Nuova Zelanda, Figi e Tuvalu. La bandiera delle Hawaii è un'anomalia unica: pur presentando la Union Jack nel cantone, non è mai stata una colonia britannica. La Union Jack fu donata al re Kamehameha I delle Hawaii dall'esploratore britannico George Vancouver nel 1778 e fu usata, da allora in poi, in combinazione con le otto strisce dopo il 1816.

Bandiera del Regno Unito
Bandiera dell'Australia
Bandiera della Nuova Zelanda
Bandiera delle Isole Cook
Bandiera di Niue
Bandiera delle Figi
Bandiera di Tuvalu
Bandiera del Canada (1868-1921)
Bandiera del Canada (1921-1957)
Bandiera del Canada (1957-1965)
Bandiera dell'Ontario
Bandiera di Manitoba
Bandiera della Columbia Britannica
Bandiera dell'Australia Occidentale
Bandiera del Victoria
Bandiera della Tasmania
Bandiera dell'Australia Meridionale
Bandiera del Nuovo Galles del Sud
Bandiera del Queensland
Bandiera di Anguilla
Bandiera di Bermuda
Bandiera delle Isole Cayman
Bandiera delle Isole Vergini britanniche
Bandiera di Montserrat
Bandiera di Turks e Caicos
Bandiera di Sant'Elena
Bandiera dell'isola di Ascensione
Bandiera di Tristan da Cunha
Bandiera delle Hawaii
Bandiera del Territorio britannico dell'Oceano Indiano
Bandiera delle Isole Falkland
Bandiera delle Isole Pitcairn
Bandiera della Georgia del Sud e Isole Sandwich Australi
Bandiera del Territorio antartico britannico

### Bandiere a stelle e strisce
Le seguenti bandiere, derivate o ispirate dalla bandiera statunitense, cosiddetta "a stelle e strisce", sono state adottate da Paesi e movimenti che si ispiravano ai valori della guerra d'indipendenza americana. Le strisce orizzontali sono generalmente bianche e rosse o bianche e blu (esempi: Hawaii, Liberia, Malaysia, Caucaso settentrionale (1918-1919), Stato Libero dell'Orange (1857-1902), Uruguay, Cuba, Porto Rico, Samoa).

Bandiera degli Stati Uniti d'America
Bandiera di Cuba
Bandiera dell'Abcasia
Bandiera delle Isole Marshall
Bandiera delle Hawaii
Bandiera della Liberia
Bandiera della Malaysia
Bandiera del Togo
Bandiera delle Comore
Bandiera di São Tomé e Príncipe
Bandiera dell'Azerbaigian
Bandiera della Siria
Bandiera del Venezuela
Bandiera dell'Uzbekistan
Bandiera del Sudan del Sud
Bandiera del Mozambico
Bandiera dell'Honduras
Bandiera di Porto Rico
Bandiera della Papua Occidentale
Bandiera dello Zimbabwe
Bandiera di Samoa
Bandiera dello Stato Libero dell'Orange
Bandiera della Libia
Bandiera di Gibuti
Bandiera dell'Uruguay
Bandiera del Texas
Bandiera del Cile

### Bandiere con costellazioni

#### Croce del Sud
Cinque paesi, tutti nell'emisfero australe, hanno bandiere con le cinque stelle principali che formano la costellazione della Croce del Sud (in latino Crux Australis) e sono Australia, Nuova Zelanda, Papua Nuova Guinea, Samoa e Brasile. La quinta stella, epsilon Crucis, è assente della bandiera della Nuova Zelanda.

Bandiera dell'Australia
Bandiera del Territorio della Capitale Australiana
Bandiera del Brasile
Bandiera delle Isole Cocos
Bandiera di Goiás (Brasile)
Bandiera dell'Isola di Natale
Bandiera di Niue
Bandiera della Nuova Zelanda
Bandiera della Papua Nuova Guinea
Bandiera di Samoa
Bandiera della Terra del Fuoco
Bandiera della Regione di Magellano e dell'Antartide Cilena
Bandiera del Territorio del Nord (Australia)
Bandiera di Tokelau
Bandiera del Victoria

#### Orsa Maggiore
Sebbene meno popolare della Croce del Sud, anche l'Orsa Maggiore è rappresentata in alcune bandiere.

Bandiera dell'Alaska
Bandiera di pace Cherokee[11]

### Bandiere panslave
Derivate dal tricolore russo bianco-blu-rosso. Sono in uso presso molti Stati dell'Europa orientale di popolazione slava, come Russia, Repubblica Ceca, Slovacchia, l'ormai dissolta Jugoslavia, Slovenia, Croazia, Serbia, Bulgaria (dove il verde ha sostituito il blu);

Bandiera della Russia
Bandiera della Repubblica Ceca
Bandiera della Croazia
Bandiera della Jugoslavia (1918-1941)
Bandiera della Jugoslavia (1946-1992)
Bandiera della Serbia
Bandiera della Slovacchia
Bandiera della Slovenia
Bandiera dello Stato degli Sloveni, Croati e Serbi
Bandiera della Bulgaria

### Bandiere derivate dal tricolore francese
Le bandiere derivate dal tricolore francese sono adottate dai paesi che si ispiravano agli ideali della rivoluzione francese. Caratterizzati da tre bande uguali verticali (Romania, Ciad, Italia, Costa d'Avorio, Messico, Afghanistan, Andorra, Belgio, Canada, Guinea, Guatemala, Irlanda, Mali, Moldavia, Mongolia, Nigeria, Perù) o dai colori rosso, blu, bianco diversamente arrangiati (Lucca 1803-1805).

Bandiera della Francia
Bandiera d'Italia
Bandiera della Romania
Bandiera di Andorra
Bandiera del Belgio
Bandiera del Perù
Bandiera della Costa d'Avorio
Bandiera dell'Afghanistan
Bandiera della Guinea
Bandiera del Mali
Bandiera del Ciad
Bandiera del Camerun
Bandiera del Senegal
Bandiera del Guatemala
Bandiera del Messico
Bandiera della Moldavia
Bandiera dell'Irlanda
Bandiera del Canada
Bandiera della Mongolia
Bandiera della Nigeria

### Bandiere rosse
Derivate dalla bandiera rossa, utilizzata fin dai tempi della comune di Parigi e poi adottata anche dall'Unione Sovietica è sempre stata il simbolo del socialismo. Queste bandiere sono caratterizzate da un campo rosso caricato con ornamenti diversi di vario colore.
Esempi: l'ormai dissolta Unione Sovietica, Cina, Vietnam, Transnistria, Cambogia (1976-1989), Afghanistan (1978-1980), Congo (1969-1991), Angola.

Bandiera dell'Unione Sovietica (1923-1991)
Bandiera della Cina
Bandiera dell'Afghanistan comunista (1978-1979)
Bandiera della Repubblica Popolare del Congo (1969-1991)
Bandiera dell'Angola
Bandiera della Kampuchea Democratica (1975-1979)
Bandiera della Repubblica Popolare di Kampuchea (1979-1989)
Bandiera della Transnistria
Bandiera del Vietnam

### Bandiere araldiche
È la famiglia di bandiere più numerosa, e include elementi tratti di uno stemma araldico, solitamente da una famiglia storicamente prevalente. Generalmente costituite da due o tre bande orizzontali (Austria, Germania, Ungheria, Lussemburgo, Monaco, Polonia, Spagna, Liechtenstein, Ucraina, San Marino, Argentina, Azerbaigian, Birmania, Bolivia, Botswana, Bulgaria, Burkina Faso, Ecuador, Egitto, El Salvador, Estonia, Etiopia, Gabon, Gambia, Ghana, Haiti, Honduras, India, Indonesia, Iran, Iraq, Kenya, Laos, Lesotho, Lettonia, Libano, Lituania, Malawi, Nicaragua, Niger, Paesi Bassi, Paraguay, Russia, Sierra Leone, Singapore, Siria, Slovacchia, Slovenia, Tagikistan, Uzbekistan, Venezuela, Yemen) o bande verticali (Malta, Città del Vaticano, Algeria).

#### Tre bande orizzontali

Bandiera dell'Argentina
Bandiera dell'Armenia
Bandiera dell'Austria
Bandiera dell'Azerbaigian
Bandiera della Birmania
Bandiera della Bolivia
Bandiera del Botswana
Bandiera della Bulgaria
Bandiera del Burkina Faso
Bandiera della Colombia
Bandiera dell'Ecuador
Bandiera dell'Egitto
Bandiera di El Salvador
Bandiera dell'Estonia
Bandiera dell'Etiopia
Bandiera del Gabon
Bandiera del Gambia
Bandiera della Germania
Bandiera del Ghana
Bandiera di Haiti
Bandiera dell'Honduras
Bandiera dell'India
Bandiera dell'Indonesia
Bandiera dell'Iran
Bandiera dell'Iraq
Bandiera del Kenya
Bandiera del Laos
Bandiera del Lesotho
Bandiera della Lettonia
Bandiera del Libano
Bandiera del Liechtenstein
Bandiera della Lituania
Bandiera del Lussemburgo
Bandiera del Malawi
Bandiera del Nicaragua
Bandiera del Niger
Bandiera dei Paesi Bassi
Bandiera del Paraguay
Bandiera della Polonia
Bandiera del Principato di Monaco
Bandiera della Russia
Bandiera di San Marino
Bandiera della Sierra Leone
Bandiera di Singapore
Bandiera della Siria
Bandiera della Slovacchia
Bandiera della Slovenia
Bandiera della Spagna (1931-1939)
Bandiera della Spagna (dal 1981)
Bandiera del Tagikistan
Bandiera dell'Ucraina
Bandiera dell'Ungheria
Bandiera dell'Uzbekistan
Bandiera del Venezuela
Bandiera dello Yemen

#### Due bande verticali

Bandiera dell'Algeria
Bandiera della Città del Vaticano
Bandiera di Malta
Bandiera del Portogallo

### Bandiere panarabe
Le bandiere con i colori panarabi si ispirano alla bandiera della rivolta araba di Hegiaz del 10 giugno 1916 che era costituita da tre bande orizzontali uguali nero, verde e bianco con un triangolo rosso all'asta. Tipica degli Stati del medio-oriente: Egitto, Iraq, Giordania, Kuwait, Libia, Autorità Nazionale Palestinese, Sudan, Azawad, Somaliland, Siria, Emirati Arabi Uniti, Sudan del Sud e Yemen.

Bandiera dell'Egitto
Bandiera dell'Iraq
Bandiera della Giordania
Bandiera del Kuwait
Bandiera della Libia
Bandiera della Palestina
Bandiera del Sudan
Bandiera dell'Azawad
Bandiera del Somaliland
Bandiera della Siria
Bandiera degli Emirati Arabi Uniti
Bandiera del Sudan del Sud
Bandiera dello Yemen

### Bandiere panafricane
Ce ne sono di due tipi: il primo è ispirato alla bandiera dell'Etiopia, il secondo al tricolore dell'UNIA;
Colori etiopici

Bandiera del Benin
Bandiera del Burkina Faso
Bandiera del Camerun
Bandiera di Capo Verde (1975-1992)
Bandiera dell'Etiopia
Bandiera del Ghana
Bandiera della Guinea
Bandiera della Guinea-Bissau
Bandiera del Mali
Bandiera del Mozambico
Bandiera della Repubblica Centrafricana
Bandiera della Repubblica del Congo
Bandiera del Ruanda (1962-2001)
Bandiera di São Tomé e Príncipe
Bandiera del Senegal
Bandiera del Togo
Bandiera dello Zaire (1971-1997)
Bandiera dello Zambia
Bandiera dello Zimbabwe

#### Colori dell'UNIA

Bandiera del Biafra (1967-1970)
Bandiera del Kenya
Bandiera del Malawi
Bandiera del Sudafrica
Bandiera del Sudan del Sud

### Bandiere derivate dai colori dell'Unione europea
Sono di recente costituzione e si ispirano ai colori della bandiera dell'Unione europea.

Bandiera dell'Unione europea
Bandiera della Bosnia ed Erzegovina
Bandiera del Kosovo

### Bandiere derivate dalla bandiera dell'ONU
Bandiere come quella della Somalia si ispirano al vessillo dell'ONU.

Bandiera delle Nazioni Unite
Bandiera degli Stati Federati di Micronesia
Bandiera della Somalia

### Bandiere cuneate
Bandiere che hanno due colori con un margine cuneato.

Bandiera del Qatar
Bandiera del Bahrein

### Bandiere non quadrangolari
La bandiera nepalese è l'unica bandiera nazionale che non ha forma quadrangolare.

Bandiera del Nepal

### Bandiere con i cerchi
Le seguenti bandiere sono fatte con cerchi (o sfere) in centro o a sinistra delle stesse (es. Niger, Burundi, India, Uganda, Brasile, Mongolia, Corea del Nord, Corea del Sud, Macedonia del Nord, Bhutan, Giappone, Bangladesh, Laos, Belize, Kazakistan, ecc.). Spesso il cerchio è un simbolo solare.

Bandiera del Brasile
Bandiera dell'India
Bandiera del Niger
Bandiera dell'Uganda
Bandiera della Macedonia del Nord
Bandiera del Bangladesh
Bandiera di Palau
Bandiera della Dominica
Bandiera del Portogallo
Bandiera della Corea del Sud
Bandiera della Corea del Nord
Bandiera del Kazakistan
Bandiera del Giappone
Bandiera del Laos
Bandiera di Grenada
Bandiera della Groenlandia
Bandiera dell'Etiopia
Bandiera di Taiwan
Bandiera del Bhutan
Bandiera del Belize
Bandiera sami
Bandiera del Paraguay

### Bandiere con un triangolo
Sono bandiere che hanno un triangolo a sinistra, al centro o a destra della bandiera.

Bandiera della Repubblica Ceca
Bandiera di Cuba
Bandiera delle Bahamas
Bandiera del Sudan
Bandiera della Giordania
Bandiera di Porto Rico
Bandiera delle Filippine
Bandiera dell'Eritrea
Bandiera di Timor Est
Bandiera del Sudafrica
Bandiera dello Zimbabwe
Bandiera del Mozambico
Bandiera della Guyana
Bandiera di Antigua e Barbuda
Bandiera della Palestina

### Bandiere fimbriate
Bandiere che presentano una sottile striscia di colore (fimbria) che separa gli elementi principali del disegno.

Bandiera delle Isole Åland
Bandiera delle Samoa Americane
Bandiera del Botswana
Bandiera della Repubblica Democratica del Congo
Bandiera dell'eSwatini
Bandiera delle Fær Øer
Bandiera del Gambia
Bandiera dell'Islanda
Bandiera del Kenya
Bandiera del Mississippi
Bandiera del Mozambico
Bandiera della Namibia
Bandiera della Nuova Zelanda
Bandiera della Corea del Nord
Bandiera della Norvegia
Bandiera di Saint Kitts e Nevis
Bandiera delle Isole Salomone
Bandiera del Sudafrica
Bandiera del Sudan del Sud
Bandiera del Suriname
Bandiera della Tanzania
Bandiera di Trinidad e Tobago
Bandiera del Regno Unito
Bandiera dell'Uzbekistan
Bandiera di Vanuatu

### Bandiere con animali
Gli animali, reali o fantastici, sono considerati figure araldiche, pertanto appaiono più spesso negli stemmi. Tuttavia compaiono in alcuni casi anche nelle bandiere.

Bandiera dell'Albania
Bandiera del Montenegro
Bandiera della California
Bandiera dell'Oregon (verso)
Bandiera di Berlino
Bandiera del Cantone dei Grigioni
Bandiera dello Zambia
Bandiera del Bhutan
Bandiera del Galles
Bandiera dell'Aquitania
Bandiera della Normandia
Bandiera del Veneto

## Bandiere di entità politiche e culturali più antiche
Di seguito vengono riportate le più antiche bandiere di regioni o Paesi europei. Nello stilare questa lista le bandiere prese in considerazione soddisfano quattro parametri:
- a) la loro origine è intesa non come emblema o stemma, ma come vessillo o drappo;
- b) il loro uso è continuato nel tempo da parte dei popoli e/o delle regioni che le hanno adottate;
- c) si riscontrano poche modifiche dalla versione originale documentata;
- d) il loro utilizzo da parte della pubblica amministrazione, dell'ente che le ha adottate e delle popolazioni che esse rappresentano è attuale, regolato e consentito da norme legali.

| Bandiera                  | Nome                              | Regione o Paese              | Data di origine (documentata e/o leggenda) | Data di adozione (de facto e/o de iure)      |
| ------------------------- | --------------------------------- | ---------------------------- | ------------------------------------------ | -------------------------------------------- |
| Senyera                   | Senyera                           | Catalogna / Corona d'Aragona | 1150 (documentata), 897 (leggenda)         | 1150 (de facto), 1933 (de jure) in Catalogna |
| Nationalflagge            | Nationalflagge                    | Austria                      | 1230 (documentata), 1191 (leggenda)        | 1230 (de facto), 1945 (de jure)              |
| Latvijas karogs           | Latvijas karogs                   | Lettonia                     | 1280 (documentata), 1219 (leggenda)        | 1870 (de facto), 1918 (de jure)              |
| Trinacria                 | Trinacria                         | Sicilia                      | 1282 (documentata)                         | 1282 (de facto), 2000 (de jure)              |
| Vlaamse Leeuw             | Vlaamse Leeuw                     | Fiandre                      | 1291 (documentata)                         | 1291 (de facto), 1985 (de jure)              |
| Schweizerfahne            | Schweizerfahne                    | Svizzera                     | 1330 (documentata), 1289 (leggenda)        | 1815 (de facto), 1889 (de jure)              |
| Bandiere dal Friûl        | Bandiere dal Friûl                | Friuli                       | 1334 (documentata), 1077 (leggenda)        | 1334 (de facto), 2001 (de jure)              |
| Saint George's Cross      | Saint George's Cross              | Inghilterra                  | 1348 (documentata)                         | 1385 (de jure)                               |
| Bandiera dei quattro mori | Sos Bator Moros - Is Cuatru Morus | Sardegna                     | 1379 (documentata), 1017 (leggenda)        | 1370 (de facto), 1999 (de jure)              |
| Saltire                   | Saltire                           | Scozia                       | 1385 (documentata), 832 (leggenda)         | 1385 (de jure)                               |
| Dannebrog                 | Dannebrog                         | Danimarca                    | 1478 (documentata), 1219 (leggenda)        | 1478 (de facto), 1559 (de jure)              |
| Y Ddraig Goch             | Y Ddraig Goch                     | Galles                       | 1485 (documentata)                         | 1485 (de facto), 1959 (de jure)              |